# Morti nel 1642
| Questa pagina contiene informazioni ricavate automaticamente dalle voci biografiche con l'ausilio del template Bio e di un bot. L'aggiornamento è periodico e automatico e ricostruisce completamente la pagina. Se manca una persona in questa lista, sei pregato di non aggiungerla, ma accertati piuttosto che la sua voce biografica contenga il template Bio e che i dati anagrafici siano correttamente compilati. Se il template Bio manca, inseriscilo tu stesso o, in alternativa, metti l'avviso {{tmp\|Bio}} che ne segnala la mancanza. Se i dati riportati sono sbagliati, correggi direttamente la voce biografica; le modifiche saranno visibili in questa lista entro pochi giorni. Per chiarimenti vedi il progetto biografie. La lista contiene solo le 71 persone che sono citate nell'enciclopedia e per le quali è stato implementato correttamente il template Bio. Pagina aggiornata al 31 ago 2024. |

## Gennaio(8)
- 2 gennaio - Diego Campanile, presbitero e francescano italiano (n. 1574)
- 7 gennaio - Antonio Beatillo, teologo, storico e gesuita italiano (n. 1570)
- 8 gennaio - Galileo Galilei, fisico, astronomo e filosofo italiano (n. 1564)
- 12 gennaio - Giovanni Ernesto di Hanau-Münzenberg-Schwarzenfels, conte tedesco (n. 1613)
- 13 gennaio - Jean Louis de Nogaret de La Valette, militare francese (n. 1554)
- 13 gennaio - Sofia Edvige di Brunswick-Lüneburg, nobildonna tedesca (n. 1592)
- 21 gennaio - Albano Roe, presbitero e monaco cristiano inglese (n. 1583)
- 26 gennaio - Johann Matthäus Meyfart, teologo e educatore tedesco (n. 1590)

## Febbraio(1)
- 5 febbraio - Joan Anello Oliva, gesuita e scrittore italiano (n. 1574)

## Marzo(6)
- 1º marzo - Antonio da Pisticci, religioso italiano (n. 1567)
- 10 marzo - Giacomo Maria Manzoni (n. 1576)
- 14 marzo - John de Critz, pittore fiammingo (n. 1551)
- 17 marzo - Jakub Zadzik, vescovo cattolico polacco (n. 1582)
- 23 marzo - Andries Both, pittore olandese
- 30 marzo - Guglielmo Augusto di Brunswick, nobile tedesco (n. 1564)

## Aprile(2)
- 15 aprile - Luigi Caetani, cardinale e arcivescovo cattolico italiano (n. 1595)
- 30 aprile - Dmitrij Michajlovič Požarskij, militare russo (n. 1577)

## Maggio(6)
- 1º maggio - Cosimo de Torres, cardinale e arcivescovo cattolico italiano (n. 1584)
- 6 maggio - Frans Francken II, pittore e disegnatore fiammingo (n. 1581)
- 14 maggio - Ottaviano Castelli, medico, librettista e compositore italiano
- 24 maggio - Polyxena von Pernstein, nobile ceca (n. 1566)
- 28 maggio - Giovanni Battista Durazzo, doge (n. 1565)
- 30 maggio - Guido Casoni, poeta, latinista e giurista italiano (n. 1561)

## Giugno(4)
- 14 giugno - Saskia van Uylenburgh,  olandese (n. 1612)
- 15 giugno - Pietro Maria Borghese, cardinale italiano (n. 1599)
- 19 giugno - Giovanni Agostino De Marini, doge (n. 1572)
- 30 giugno - Benedetto Fioretti, filosofo, filologo e teologo italiano (n. 1579)

## Luglio(5)
- 3 luglio - Maria de' Medici, regina (n. 1575)
- 16 luglio - Francesco Maria Carafa, nobile (n. 1580)
- 18 luglio - Guglielmo di Nassau-Hilchenbach, nobile tedesco (n. 1592)
- 30 luglio - Franz von Hatzfeld, vescovo cattolico tedesco (n. 1596)
- 31 luglio - Ettore Nini, scrittore e traduttore italiano (n. 1598)

## Agosto(2)
- 17 agosto - Friedrich Kettler (n. 1569)
- 18 agosto - Guido Reni, pittore e incisore italiano (n. 1575)

## Settembre(7)
- 3 settembre - Elisabetta di Nassau, duchessa (n. 1577)
- 4 settembre - Thomas Smyth, mercante e politico inglese (n. 1558)
- 12 settembre - Enrico di Cinq-Mars,  francese (n. 1620)
- 12 settembre - François Auguste de Thou, magistrato francese (n. 1607)
- 24 settembre - Torquato Perotti, vescovo cattolico italiano (n. 1580)
- 29 settembre - Renato Goupil, gesuita, missionario e santo francese (n. 1608)
- 29 settembre - William Stanley, VI conte di Derby, nobile inglese (n. 1561)

## Ottobre(6)
- 3 ottobre - Charles Howard, II conte di Nottingham, nobile inglese (n. 1579)
- 9 ottobre - Giovanni Francesco Fiochetto, medico e pedagogo italiano (n. 1564)
- 9 ottobre - Beniamino di Rohan-Soubise, condottiero francese (n. 1583)
- 22 ottobre - Cristoforo Caetani, vescovo cattolico italiano (n. 1586)
- 23 ottobre - George Stewart, IX signore d'Aubigny, nobile scozzese (n. 1618)
- 27 ottobre - Jean Nicolet, esploratore francese (n. 1598)

## Novembre(3)
- 19 novembre - Giovanni Doria, cardinale e arcivescovo cattolico italiano (n. 1573)
- 21 novembre - Arima Toyouji, militare giapponese (n. 1569)
- 25 novembre - Cristiano Günther I di Schwarzburg-Sondershausen, nobile (n. 1578)

## Dicembre(3)
- 4 dicembre - Armand-Jean du Plessis de Richelieu, cardinale, politico e vescovo cattolico francese (n. 1585)
- 6 dicembre - Willem van der Vliet, pittore olandese (n. 1584)
- 31 dicembre - Juan de Espina, presbitero e musicologo spagnolo (n. 1568)

## Senza giorno specificato(18)
- Safi, sovrano persiano (n. 1611)
- Vedova di Giovanni Francesco Bianco, tipografa italiana
- Maurice Abbot, mercante e politico inglese (n. 1565)
- Pietro di Fabrizio Accolti, politico, scienziato e pittore italiano (n. 1579)
- Francesco Balducci, poeta italiano (n. 1579)
- Peter Bartholin, astronomo danese (n. 1586)
- Christoffel van den Berghe, pittore e disegnatore fiammingo
- Fabrizio Boschi, pittore italiano (n. 1572)
- Giovanni Battista Buonamente, francescano, compositore e violinista italiano
- Simeon Fox, medico inglese (n. 1568)
- Bassiano Gatti, religioso, scrittore e poeta italiano (n. 1563)
- Thomas Kirke, navigatore inglese (n. 1603)
- Vincenzo La Barbera, pittore e architetto italiano
- Gaspare Mannucci, pittore italiano (n. 1575)
- Giovanni Pietro Naldini, pittore italiano (n. 1580)
- Piotr Pac, nobile
- Giovanni Battista Trevano, architetto svizzero
- Clément Cyriaque de Mangin, poeta e matematico francese (n. 1570)